# Philipp Reiter
Philipp Reiter (* 20. Juli 1991 in München) ist ein deutscher Skibergsteiger und Trailläufer. Er wurde mehrfach Deutscher Meister im Skibergsteigen und Mitglied in der deutschen Nationalmannschaft im Skibergsteigen. Sein Spitzname ist „Zauberlehrling“. Er arbeitet als Fotograf und im Sportmarketing.

## Biografie
Reiter ist in München geboren. Seine Eltern zogen mit ihm und seinen beiden Geschwistern wieder zurück nach Bad Reichenhall, die Heimatstadt des Vaters. Dort begann Reiter 2001 mit dem Skibergsteigen und nahm 2006 mit dem Götschenfuchs, einem Skitourenrennen, zum ersten Mal an Wettkämpfen teil. Es folgten Deutsche Meisterschaft, 1. Weltcup und die Einladung des DAV zur WM in Chambery 2008. Außerdem begann Reiter mit dem Trail- und Berglauf, bald folgten auch hier Wettkampf-Erfolge. Weitere Projekte waren 2018 die Alpenüberquerung von Wien nach Nizza auf Ski und zu Fuß in 36 Tagen (Red Bull Der Lange Weg), und der Speed-Rekord an der Watzmann-Ostwand zur Südspitze mit 1:52:55 h im gleichen Jahr.
2015/2016 musste er wegen einer chronischen Plantarsehnenentzündung pausieren und begann mit Sport-Fotografie. Heute begleitet er Traillauf-Wettkämpfe als Fotograf und arbeitet im Sportmarketing. Zusammen mit dem spanischen Fotografen Jordi Saragossa gründete er Adventure Bakery, eine Agentur für Bild-Content rund um Trailrunning und Bergsport. Er war Betreuer des Salomon Trailrunning-Teams, zu dem er schon als Athlet viele Jahre lang gehörte. 2023 wechselte er zur kanadischen Marke Arcteryx. Er ist Markenbotschafter für diverse Sportartikelhersteller und für seinen aktuellen Wohnort Bad Reichenhall. Nebenbei studiert er Internationales Management.

## Sportliche Erfolge (Auswahl)

### Skibergsteigen
- 2011:
  - 6. Platz, Weltmeisterschaft, Staffel, zusammen mit Anton Palzer, Anton Steurer und Konrad Lex[9]
- 2012:
  - 5. Platz, Europameisterschaft, Staffel, zusammen mit Josef Rottmoser, Anton Palzer und Alexander Schuster[10]
  - 1. Platz, Olympus Ski Mountaineering Team Race, zusammen mit Aronis Platonis

### Laufen
- 2010:
  - 43. Platz, Transalpine-Run
- 2011:
  - 1. Platz, Zugspitz Ultratrail, Supertrail[11]
  - 2. Platz, 4 Trails
  - 5. Platz, Transalpine-Run
- 2012:
  - 1. Platz, Zugspitz Ultratrail, Supertrail[12]
  - 1. Platz, 4 Trails
  - 1. Platz, Transalpine-Run[13]
- 2013:
  - 3. Platz, Ice Trail Tarentaise
  - 1. Platz, Zugspitz Ultratrail, Ultratrail[14]
  - 2. Platz, Transgrancanaria 83 km
  - 5. Platz, Skyrunning World Championship Ultra
- 2014:
  - 5. Platz, Marathon du Mont Blanc 80 km
- 2015:
  - 5. Platz, Tromsø SkyRace
- 2017:
  - 2. Platz, Südtirol Ultra Skyrace